# Conocephalus strictus
Conocephalus strictus är en insektsart som först beskrevs av Scudder, S.H. 1875.  Conocephalus strictus ingår i släktet Conocephalus och familjen vårtbitare. Inga underarter finns listade i Catalogue of Life.